# Gare de Lambermont
La gare de Lambermont est une ancienne halte ferroviaire belge de la ligne 38A, de Battice à Verviers-Ouest située à proximité de Lambermont, ancienne section rattaché à la ville de Verviers, dans la province de Liège en Région wallonne.

## Situation ferroviaire
La gare de Lambermont se trouvait au point kilométrique (PK) 9,1 de la ligne 38A, de Battice à Verviers-Ouest, entre la gare de Dison et la bifurcation avec la ligne 37 (Liège-Guillemins - Verviers - frontière allemande. En raison du tracé tourmenté des voies, la section de ligne en montée où était établie la halte de Lambermont se trouvait à moins de 500 m de la gare en cul-de-sac de Verviers-Ouest.

## Histoire
La ligne de Battice à Verviers des Chemins de fer des Plateaux de Herve entre en service le 5 août 1879 ; elle ne comprend alors que deux gares : Dison et Chaineux.
Le 1er octobre 1889, l’État belge ajoute une un point d'arrêt pour desservir la commune de Lambermont. Alors dénommé "Ile-Adam", il est implanté au lieu-dit "les deux Ponts" entre le viaduc et une tranchée rocheuse coupant la colline, non loin du pont routier sur la Vesdre. Un escalier passant sous ce viaduc donne accès à l'arrêt du chemin de fer et à la rue de la Halte. 
Encore un point d'arrêt en 1897, elle devient par la suite une halte dotée d'un bâtiment de petites dimensions. Victime de la concurrence directe des tramways puis des autobus, elle devient une simple dépendance à la fin des années 1930. Début 1940, le nombre de trains de voyageurs quotidiens passe de 6 à 4 aller-retours. Après la destruction d'un tunnel près du Fort de Battice, la ligne et ses gares ferme à tous trafics. Seule la portion de Verviers à Dison reprend du service, jusqu'en 1961, pour la desserte d'une usine.
En 1959, la gare est formellement désaffectée et son bâtiment est adjugé pour démolition l'année suivante ; les rails sont retirés en 1961 et, à partir de 1963, la colline est éventrée et les viaducs ferroviaires détruits afin d'y faire passer l'autoroute A27-E42. L'escalier menant à la gare est reconstruit et donne toujours accès à la rue de la halte

## Patrimoine ferroviaire
Le bâtiment des recettes de quatre travées, construit au tournant du XXe siècle et détruit en 1960 était apparenté au plan type 1893 dans sa version la plus simplifiée sans partie à étage pour le chef de gare ni ailes complémentaires. Le site de la gare, enfoui sous les fondations du viaduc autoroutier, est méconnaissable.